# Carlos Sanchis Pou
Carlos Sanchis Pou (el Genovés, 1990), també anomenat Carlos II o senzillament Carlos, és un pilotari valencià que juga com a mitger o punter en la modalitat d'escala i corda. Va debutar el 2006 al trinquet de Pedreguer.
És fill del mitger Joaquín Sanchis i germà major del raspaller Raül Sanchis.
| A.   | Competició                           |             | Rest        | Mitger      | Adversaris                      |
| ---- | ------------------------------------ | ----------- | ----------- | ----------- | ------------------------------- |
| 2022 | XXXI Lliga Caixabank                 | campions    | Puchol II   | Santi       | Giner, Tomàs II i Héctor        |
| 2021 | 30a Lliga CaixaBank d'Escala i Corda | campions    | De la Vega  | Javi        | Giner, Pere i Álvaro            |
| 2018 | 28a Lliga Professional               | campions    | Pere Roc II | Jesús       | Francés, Javi i Bueno           |
| 2020 | 29a Lliga Bankia d'Escala i Corda    | subcampions | Pere Roc II | Javi        | Puchol II, Tomàs II i Guillermo |
| 2018 | 11a Copa Diputació                   | campions    | Puchol II   | Puchol II   | Pere Roc II i Tomàs II          |
| 2018 | 5é Trofeu Diputació d'Alacant        | subcampions | Pere Roc II | Pere        | Puchol II, Héctor i Bueno       |
| 2020 | 4t Trofeu Mixt Masymas               | subcampions | Genovés II  | Pere        | Puchol II i Héctor              |
| 2016 | 1r Trofeu Vila-real CF               | subcampions | Pere Roc II | Dani        | Francés, Javi i Monrabal        |
| 2017 | 2n Trofeu Vila-real CF               | subcampions | Puchol II   | Jesús       | Pere Roc II, Félix i Nacho      |
| 2020 | 1r Trofeu Nadalenc Pelayo            | campions    | Soro III    | Nacho       | Genovés II, Javi i Bueno        |
| 2015 | 3r Trofeu Mixt Savipecho             | campions    | Pere Roc II | Javi        | Francés, Félix i Hèctor II      |
| 2015 | Trofeu Corts Valencianes             | campions    | Soro III    | Salva       | Miguel, Javi i Héctor II        |
| 2017 | 18é Trofeu Nadal — Pérez Devesa      | campions    | Miguel      | Héctor      | Pere Roc II i Santi             |
| 2016 | 1r? Trofeu Fundació José Luis López  | campions    |             |             |                                 |
| 2018 | 2n Trofeu Fundació José Luis López   | subcampions | Puchol II   | Raul        | Soro III, Félix i Tomàs II      |
| 2018 | 13é Trofeu Universitat de València   | campions    | Pere Roc II | Jesús       | Puchol II i Héctor              |
| 2018 | VI Trofeu de Festes de Sueca         | subcampions | De la Vega  | Pere        | Giner, Tomàs i Monrabal         |
| 2020 | Copa 2                               | subcampions | Julio Palau | Julio Palau | Ferrer i Conillet               |